# Tam (vrachtwagenmerk)

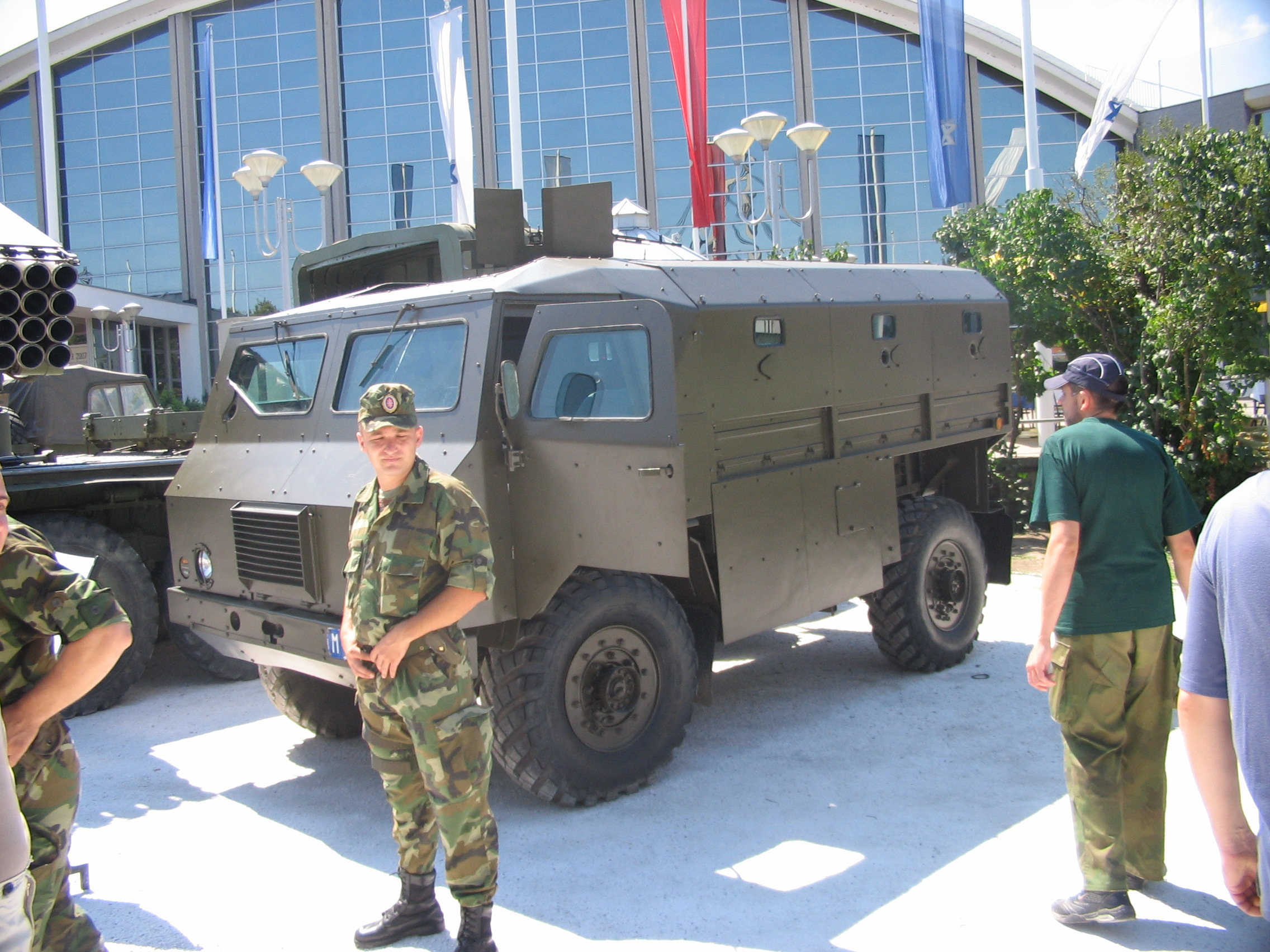
Een licht gepanserde TAM vrachtwagen

Tam is een vrachtwagenmerk uit Joegoslavië.
Tam (Tovarna Automobilov Maribor) is opgericht in 1947 en werkte met onderdelen van het vrachtwagenmerk Praga. In 1957 kwam de eerste echte Tam vrachtwagen uit. Tam richtte zich vooral op de militaire markt, maar er waren ook civiele voertuigen te koop. In 1996 ging Tam failliet door de nasleep van de Balkanoorlog. Het maakte een doorstart als TVM, maar het merk TAM bleef gehandhaafd. Sinds 2013 is TVM onderdeel van Ginaf

## Aandrijving
Alle voertuigen van Tam waren beschikbaar in verschillend aangedreven versies. Het ging vooral om 4x2, 4x4 en 4x6 aandrijvingen. Van de 4x4 en 4x6 zijn alleen militaire versies gebouwd. Het best verkochte type was de 90T50, een militair voertuig met 4x4 aandrijving.